# Kultaranta VIII

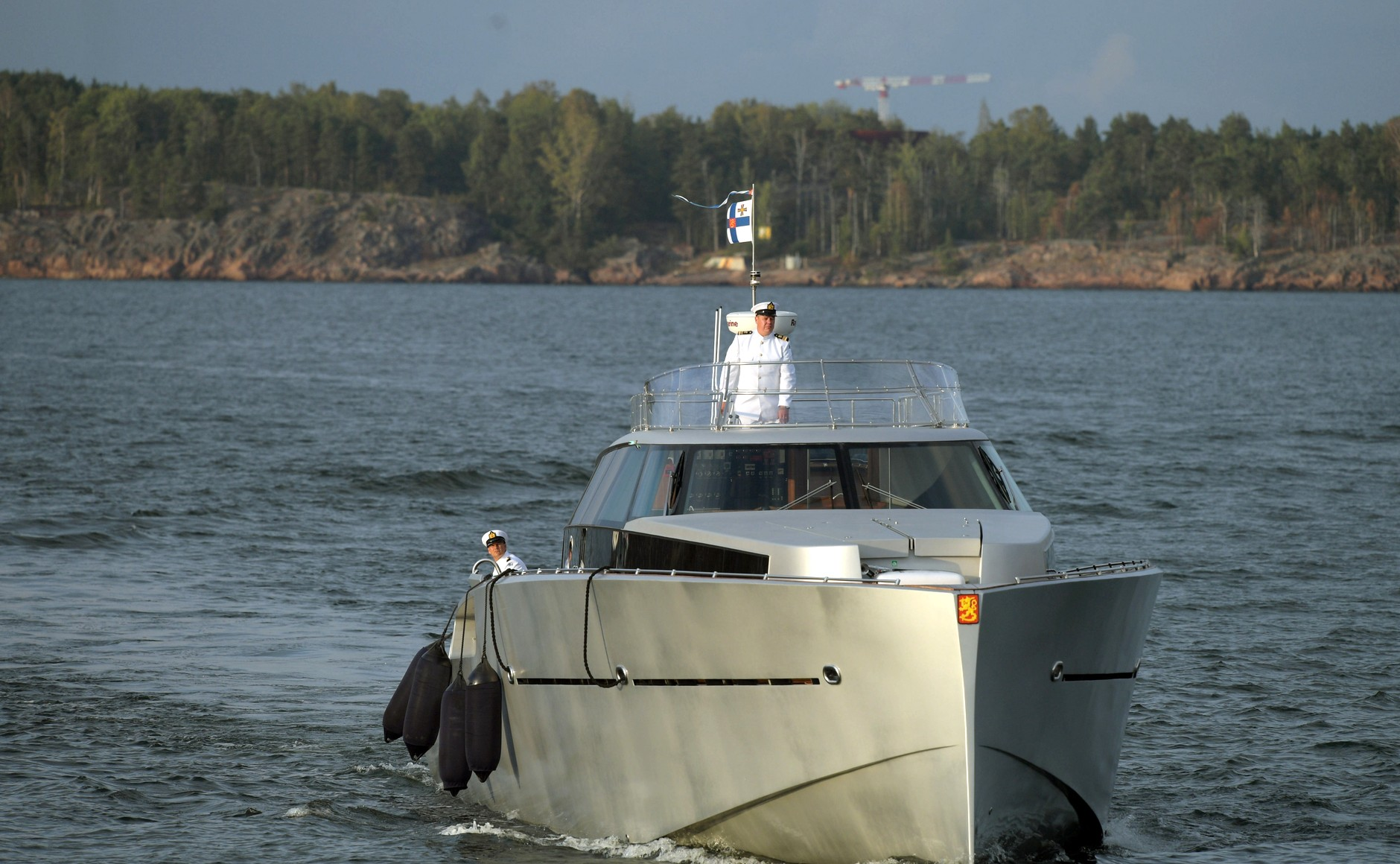
Kulturanta VIII

Kultaranta VIII (Gullranda VIII) är Finlands presidents yacht, vilken 2008 ersatte föregångaren Kultaranta VII. Den har sitt namn efter Finlands presidents sommarresidens Gullranda utanför Nådendal. 
Kultaranta VIII ritades av Jarkko Jämsén och byggdes i aluminium av Uudenkaupungin Työvene i Nystad. Hon 19,3 meter lång och 5,7 meter bred båt i aluminium, med teak i inredningen. Det finns innerutrymmen på 52 m2. Båten drivs av fyra Volvo Penta-motorer på sammanlagt 1 740 hk.
Yachten bemannas av personal från Finlands marin och har sin hemmahamn hos marinen i Pansio.